# Дубровин, Пётр Васильевич
Пётр Васильевич Дубровин (11 февраля 1932, Челябинск, Уральская область — 14 сентября 2016, Челябинск) — советский и российский хоккейный тренер. Заслуженный тренер СССР (1991), заслуженный работник физической культуры.

## Биография
Играл в клубных командах Челябинска. По первому образованию ― слесарь, впоследствии закончил Уфимский техникум физической культуры и Государственный институт физической культуры имени П. Ф. Лесгафта.
Тренерской деятельностью занимался более 60 лет.
В 1965—1975 годах был тренером ДЮСШОР спортивного клуба Челябинского тракторного завода и стоял у его истоков. Под его руководством спортсмены завода в 1969 году стали чемпионами СССР. Среди его воспитанников ― Сергей Мыльников, В. Королёв, Леонид Герасимов, Борис Молчанов, Вл. Лапшин и многие другие. Также подготовил многих олимпийских чемпионов: Вячеслава Быкова, Сергея Бабинова, Сергея Старикова и Сергея Макарова. Многие из его бывших воспитанников ныне и сами работают тренерами. Руководимые им команды неоднократно становились призёрами первенств СССР и России.
В 1975—1980 годах — старший тренер челябинского «Металлурга». С 1981 года — тренер ДЮСШ по хоккею при СК «Металлург». Также работал с детскими командами ГорОНО Челябинска и был директором челябинской СДЮСШ по хоккею.

## Награды и звания
Заслуженный тренер РСФСР (1969), Заслуженный тренер СССР (1991). Судья республиканской категории.